# كيف سبرينغ (فرجينيا)
كيف سبرينغ (بالإنجليزية: Cave Spring CDP, Virginia)‏ هي منطقة سكنية تقع بولاية فرجينيا في الولايات المتحدة. تبلغ مساحتها 30.6 كم2، وترتفع عن سطح البحر 335 م، بلغ عدد سكانها 24,922 نسمة في عام 2010 حسب إحصاء مكتب تعداد الولايات المتحدة وتصل الكثافة السكانية فيها 814.4 نسمة لكل كيلومتر مربع (2,109.3/ميل2).

## التركيبة السكانية
حدّد مكتب تعداد الولايات المتحدة بيانات التركيبة السكانية لكيف سبرينغ في تعداد الولايات المتحدة. في ما يلي، التركيبة السكانية حسب تعدادي 2000 و2010.

### تعداد عام 2000
بلغ عدد سكان كيف سبرينغ 24,941 نسمة بحسب تعداد عام 2000، وبلغ عدد الأسر 10,997 أسرة وعدد العائلات 7,085 عائلة مقيمة في المنطقة السكنية. في حين سجلت الكثافة السكانية 815.1 نسمة لكل كيلومتر مربع (2,111.1/ميل2). وبلغ عدد الوحدات السكنية 11,556 وحدة بمتوسط كثافة قدره 377.6 لكل كيلومتر مربع (978.0/ميل2).
وتوزع التركيب العرقي للمنطقة السكنية بنسبة 92.96% من البيض و2.43% من الأمريكيين الأفارقة و0.08% من الأمريكيين الأصليين و2.96% من الأمريكيين ذوي الأصول الآسيوية و0.02% من سكان جزر المحيط الهادئ و0.45% من الأعراق الأخرى و1.10% من عرقين مختلطين أو أكثر و1.51% من الهسبانيون أو اللاتينيون من أي عرق.
بلغ عدد الأسر 10,997 أسرة كانت نسبة 29.1% منها لديها أطفال تحت سن الثامنة عشر تعيش معهم، وبلغت نسبة الأزواج القاطنين مع بعضهم البعض 54.2% من أصل المجموع الكلي للأسر، ونسبة 7.9% من الأسر كان لديها معيلات من الإناث دون وجود شريك،  بينما كانت نسبة 2.3% من الأسر لديها معيلون من الذكور دون وجود شريكة وكانت نسبة 35.6% من غير العائلات. تألفت نسبة 30.5% من أصل جميع الأسر من عدة أفراد يعيشون في نفس المنزل ونسبة 10.1% كانت تتألف من شخص يعيش بمفرده يبلغ من العمر 65 عاماً أو أكثر. وبلغ متوسط حجم الأسرة المعيشية 2.26، أما متوسط حجم العائلات فبلغ 2.84.
بلغ العمر الوسطي للسكان 40.9 عاماً. وكانت نسبة 22.1% من القاطنين تحت سن الثامنة عشر، وكانت نسبة 6.9% بين الثامنة عشر والرابعة والعشرين عاماً، ونسبة 27.9% كانت واقعةً في الفئة العمرية ما بين الخامسة والعشرين والرابعة والأربعين عاماً، ونسبة 27.3% كانت ما بين الخامسة والأربعين والرابعة والستين، ونسبة 15.6% كانت ضمن فئة الخامسة والستين عاماً فما فوق. يوجد لكل 100 أنثى 90.1 ذكر، ويوجد لكل 100 أنثى في الثامنة عشر من عمرها فما فوق 86.9 ذكر.
بلغ متوسط دخل الأسرة في المنطقة السكنية 51,182 دولارًا، أما متوسط دخل العائلة فبلغ 64,550 دولارًا. وكان متوسط دخل الذكور 43,350 دولارًا مقابل 29,242 دولارًا للإناث. وسجل دخل الفرد الخاص بالمنطقة السكنية 30,318 دولارًا. وكانت نسبة 1.7% من العائلات ونسبة 3.2% من السكان تحت خط الفقر، وكان من هؤلاء نسبة 3% تحت سن الثامنة عشر ونسبة 2.4% في الخامسة والستين من العمر وما فوق.

### تعداد عام 2010
بلغ عدد سكان كيف سبرينغ 24,922 نسمة بحسب تعداد عام 2010، وبلغ عدد الأسر 11,060 أسرة وعدد العائلات 6,976 عائلة مقيمة في المنطقة السكنية. في حين سجلت الكثافة السكانية 814.4 نسمة لكل كيلومتر مربع (2,109.3/ميل2). وبلغ عدد الوحدات السكنية 11,832 وحدة بمتوسط كثافة قدره 386.7 لكل كيلومتر مربع (1,001.5/ميل2).
وتوزع التركيب العرقي للمنطقة السكنية بنسبة 88.61% من البيض و4.27% من الأمريكيين الأفارقة و0.18% من الأمريكيين الأصليين و4.29% من الأمريكيين ذوي الأصول الآسيوية و0.03% من سكان جزر المحيط الهادئ و0.78% من الأعراق الأخرى و1.84% من عرقين مختلطين أو أكثر و2.78% من الهسبانيون أو اللاتينيون من أي عرق.
بلغ عدد الأسر 11,060 أسرة كانت نسبة 27.9% منها لديها أطفال تحت سن الثامنة عشر تعيش معهم، وبلغت نسبة الأزواج القاطنين مع بعضهم البعض 50.3% من أصل المجموع الكلي للأسر، ونسبة 9.8% من الأسر كان لديها معيلات من الإناث دون وجود شريك،  بينما كانت نسبة 3% من الأسر لديها معيلون من الذكور دون وجود شريكة وكانت نسبة 36.9% من غير العائلات. تألفت نسبة 31.7% من أصل جميع الأسر من عدة أفراد يعيشون في نفس المنزل ونسبة 12.2% كانت تتألف من شخص يعيش بمفرده يبلغ من العمر 65 عاماً أو أكثر. وبلغ متوسط حجم الأسرة المعيشية 2.25، أما متوسط حجم العائلات فبلغ 2.84.
بلغ العمر الوسطي للسكان 43.6 عاماً. وكانت نسبة 21.1% من القاطنين تحت سن الثامنة عشر، وكانت نسبة 7.3% بين الثامنة عشر والرابعة والعشرين عاماً، ونسبة 23.4% كانت واقعةً في الفئة العمرية ما بين الخامسة والعشرين والرابعة والأربعين عاماً، ونسبة 30.5% كانت ما بين الخامسة والأربعين والرابعة والستين، ونسبة 17.7% كانت ضمن فئة الخامسة والستين عاماً فما فوق. وتوزع التركيب الجنسي للسكان بنسبة 46.9% ذكور و53.1% إناث.